# 小行星2035
小行星2035（2035 Stearns）是一颗围绕太阳公转的小行星。1973年9月21日，詹姆斯·B·吉布森（James B. Gibson）在圣胡安省发现了此天体。
該小行星以美國天文學家卡爾·萊奧·斯特恩斯命名。
这颗小行星的绝对星等为200.64007等。